# Tamsui

Situation du district dans Nouveau Taipei.

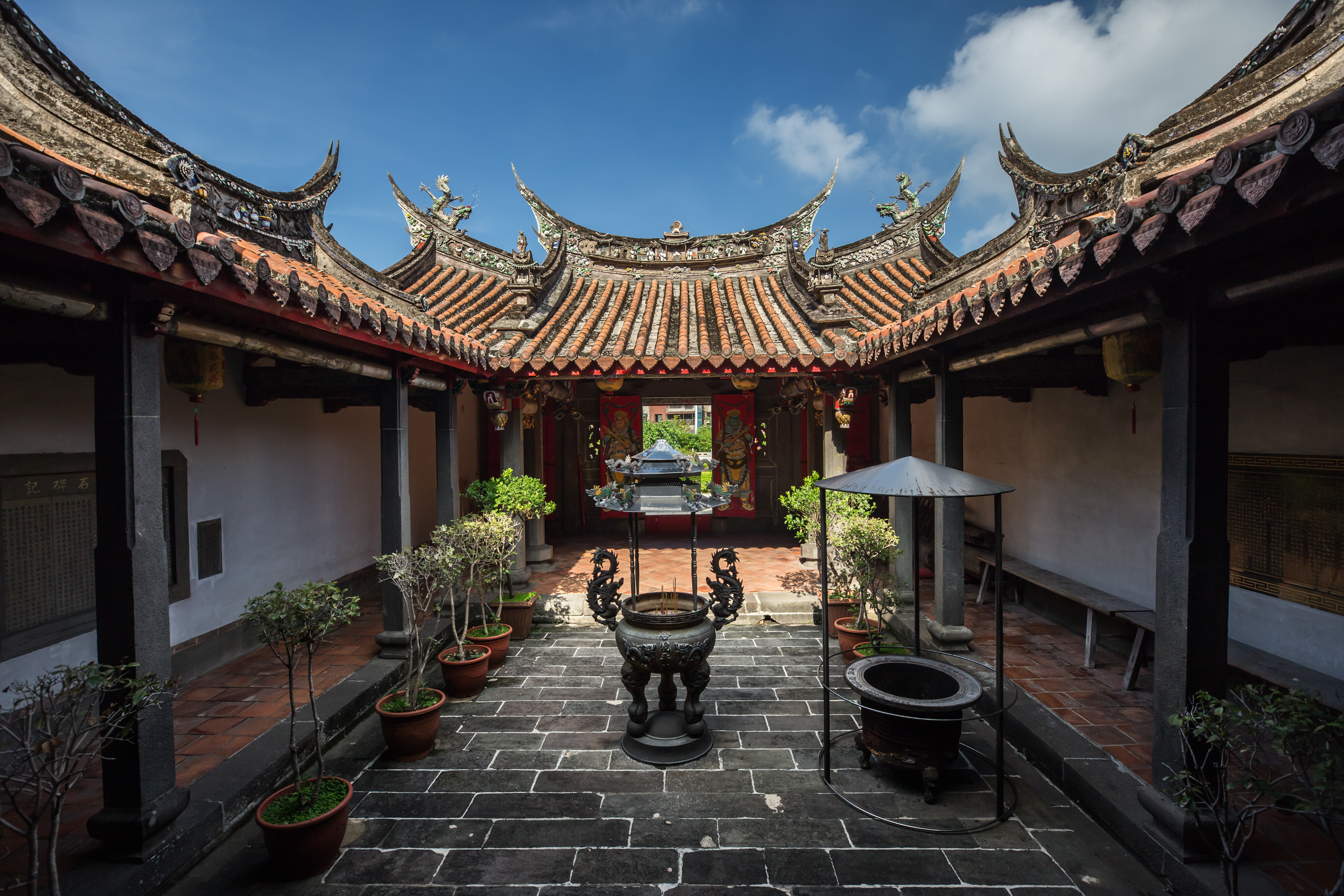
Le temple Yinshan à Tamsui. Aout 2018.

Tamsui (chinois traditionnel : 淡水區 ; pinyin : Dànshuǐ Qū, Pe̍h-ōe-jī : Tām-chúi; Tâi-lô :Tām-tsuí), est un district de la ville de Nouveau Taipei, à Taïwan. Il tire son nom de la rivière Tamsui, signifiant « eau douce ». Ce lieu est entre autres connu pour son coucher du soleil sur le détroit de Taïwan. Malgré sa population modeste, il joue un grand rôle dans la culture taïwanaise.

## Nom

### Historique
À l’origine peuplé par les aborigènes Ketagalan, le lieu portait le nom de Hoba, signifiant « bouche du courant ». Hoba est repris par la langue taïwanaise en tant que Hobe. Les Espagnols, qui arrivent sur l’île au XVIIe siècle, nomment l’endroit Casidor et la rivière Tamsui, Kimalon.
En 1903, dans son livre The Island of Formosa, l’ancien diplomate américain James W. Davidson explique que l’orthographe et la prononciation du lieu, 淡水, connaît de très nombreuses variantes, comme « Tamsui, Tamshuy, Tamshui, Tamsoui, Tan-sui,… ». La première variante « Tamsui » est cohérente avec la prononciation littéraire du Hokkien, et, sans doute par hasard, est similaire à la romanisation d’une ancienne prononciation, Tām-súi, sans prendre en compte les tons. La variante « Tan-sui », en oubliant le trait d’union, est cohérente avec la romanisation du japonais.

### De nos jours
De 1950 jusqu’à l’instauration de Nouveau-Taïpei en 2010, Tamsui était officiellement « canton de Tamsui » (chinois : 淡水鎮; Pe̍h-ōe-jī : Tām-chúi-tìn; Tâi-lô : Tām-tsuí-tìn), dans l’ancien Comté de Taïpei. L’orthographe « Danshui », du pinyin Dànshuǐ, à l’origine utilisé par le gouvernement de Taïwan, le métro de Taïpei et d’autres sources, est basé sur la prononciation en mandarin. Cependant, le nom « Tamsui » provient du taïwanais. En 2011, le gouvernement local, qui utilise depuis longtemps « Tamsui » comme nom officiel en anglais, demande au Yuan Exécutif d’utiliser « Tamsui » à la place de « Danshui » en anglais.

## Histoire

### Colonisation européenne
Les Espagnols débarquent à Tamsui au XVIIe siècle. À l’automne 1629, les Espagnols établissent leur première colonie à Santo Domingo. Ils occupent le nord de Taïwan afin de protéger leurs intérêts aux Philippines contre les Néerlandais, déjà établis dans le sud de l’île, ainsi que les Anglais, et les Portugais, tout en facilitant le commerce avec la Chine et le Japon.
En 1642, les Espagnols sont expulsés de Taïwan par les Néerlandais. Les Espagnols avaient déjà abandonné leur colonie à Tamsui en 1638 et les Néerlandais construisent un nouveau fort qu’ils nomment Fort Anthonio, d’après le Gouverneur Général de la Compagnie des Indes Orientales Anthonio van Dienem. Cette construction est aujourd’hui connue sous le nom Angmo Siaa (chinois : 紅毛城, Pe̍h-ōe-jī: Âng-mn̂g-siâⁿ, littéralement : « forteresse aux cheveux rouges ») et forme le bâtiment principal du fort San Domingo. En plus de leurs opérations de pacification, les Néerlandais encouragent l’immigration et la colonisation des terres par des Chinois Han, afin notamment d’augmenter la production et le commerce de soufre, de cuir, et d’autres ressources indigènes.
Les Néerlandais abandonnent Fort Zeelandia en 1662 après avoir été défaits par Koxinga lors du siège de Fort Zeelandia. L’immigration de colons chinois se poursuit jusqu’à la reddition de Zheng Keshuang à la dynastie Qing en 1683. En 1668, les Néerlandais se retirent de Keelung après avoir été harcelés par des aborigènes de Tamsui.

### Dynastie Qing
Grâce à sa proximité avec la Chine continentale ainsi que son emplacement comme port naturel, Tamsui devient rapidement un port de commerce et de pêche majeur. La flotte Qing installe également un avant-poste à Tamsui en 1808. En 1862, le gouvernement Qing ouvre Tamsui au commerce étranger suivant les termes du traité de Tientsin, exportant thé, camphre, soufre, charbon, opium et teintures. Tamsui devient alors le port le plus important de Taïwan, abritant une large communauté étrangère ainsi qu’un consulat britannique à Fort Santo Domingo.
Le docteur et missionnaire canadien George Leslie Mackay arrive à Tamsui le 9 mars 1872, créant le premier hôpital de médecine occidentale à Tamsui ainsi que des établissements d’enseignement, dont Oxford College, appartement maintenant à l’université Aletheia, la plus ancienne institution d’éducation à l’occidentale de Taïwan.
Pendant la guerre franco-chinoise, les Français essaient de s’emparer de Taïwan pendant la campagne de Keelung. En 1884, le port de Tamsui est victime d’un blocus par la marine française sous le commandement de l’amiral Amédée Courbet. Liu Mingchuan, qui supervisait la défense de l’île, recrute des Aborigènes pour combattre aux côtés des soldats chinois contre les Français. Ces derniers sont vaincus à la bataille de Tamsui et les forces Qing assiègent les Français à pendant 8 mois dans Keelung, avant leur retraite.

### Domination japonaise
Après que Taïwan a été cédé au Japon à la suite de la guerre sino-japonaise de 1895, Tamsui commence à perdre sa position de port maritime à cause de l’accumulation de sédiments charriés par la rivière Tamsui. Au cours du XXe siècle, la plupart des opérations portuaires de Tamsui sont transférées à Keelung, et l’économie locale change pour se consacrer à l’agriculture. Cependant, les infrastructures publiques construites par les Japonais conduisent Tamsui à rayonner comme un centre culturel et administratif au niveau local.
Durant les dernières années de la domination japonaise, la population de la ville atteint 6.000 habitants environ. En 1920, sous le système des préfectures, Tamsui est appelée Ville de Tamsui (淡水街) et faisait partie du district de Tamsui, Préfecture du Taihoku.

### Après-guerre
Après la Seconde Guerre mondiale, Tamsui n’est plus qu’un petit port de pêche dans le Comté de Taïpei. Avec l’expansion rapide de Taïpei, Tamsui devient progressivement un centre touristique important de la côte nord-est de Taïwan. Avec l’ouverture de la ligne Tamsui du métro de Taïpei en 1997, la ville connait une forte hausse du tourisme. Afin d’accueillir ces visiteurs, l’administration construit de nombreux parcs sur le bord de mer ainsi qu’une marina.

## Éducation
- Université Alatheia
- Université Saint John
- Université Tamkang
- Université de Taïpei de technologie marine

## Attractions touristiques
- Mémorial de la goutte d'eau
- Ancien entrepôt marchant britannique
- Fort Santo Domingo
- Fort Hobe
- Galerie d'Art de Tamsui
- Église de Tamsui
- Résidence des agents des douanes de Tamsui
- Quai des douanes de Tamsui
- Quai du pêcheur de Tamsui
- Musée historique de Tamsui
- Pont des amoureux de Tamsui
- Vieilles rues de Tamsui
- Château rouge de Tamsui

## Transports
Tamsui est desservi par la ligne Tamsui-Xinyi du métro de Taïpei à travers les stations Tamsui Station, Hongshulin Station et Zhuwai Station.
Le tramway Danhai permet de se déplacer dans le district.

## Géographie
- Superficie : 70,6 km2
- Population : 173 502 habitants (décembre 2018)[1]